# Cornelius Hintner
Cornelius Anton Johann Hintner (* 30. Mai 1875 in Bozen, Tirol, Österreich-Ungarn; † 7. November 1922 in Semmering, Niederösterreich) war ein österreichischer Filmregisseur, Maler und Zeichner.

## Leben
Cornelius Hintner war das zweite Kind des Historienmalers Johann Hintner und seiner Ehefrau Aloisia, geborene Wichtl, aus der Bozener Erbsengasse 12.
Hintner arbeitete nach seiner Ausbildung an einer Kunstakademie in seiner Heimatstadt Bozen als Maler und Zeichner. Als vielseitiger Künstler fertigte er Gebäudezeichnungen für seine Heimatstadt Bozen an, aber auch Gemälde von Frauen, die er oftmals in lasziven Posen oder exotischem Outfit darstellte (etwa als Spanierin oder als Bauchtänzerin).
Zwischenzeitlich in Berlin ansässig, erhielt er am 9. September 1911 im Rahmen einer Prüfung seine Flugzeugführerlizenz – als 110. Person im Deutschen Reich – für einen Albatros-Zweidecker. 
Um 1911 wohnte er in Halberstadt, wo er Flugversuche mit einem selbstgebauten Flugzeug unternahm.
Anschließend begann sich Hintner für die Kinematographie zu interessieren. Noch vor dem Ersten Weltkrieg wurde er für die Firma Pathé als Kameramann aktiv, für die er Natur- und Landschaftsfilme gemacht haben soll. Außerdem wirkte er als Fotograf für Aktualitäten. In diesem Zusammenhang wurde er auch als Kriegsberichterstatter bei den Balkankriegen (1912/13) eingesetzt, an denen die bulgarische Armee beteiligt gewesen war.
Anschließend drehte Hintner in Ägypten und an der Riviera das dreiaktige Sensationsdrama Unter Palmen und ewigem Eis, zu dem er auch das Drehbuch verfasste. Bei Kriegsausbruch 1914 kehrte er nach Österreich-Ungarn zurück. Die Kriegsjahre Hintners sind derzeit weitgehend nicht rekonstruierbar. Er lebte bis Januar 1916 in Mödling, dann fünf Monate lang in Wien und zog im Juni 1916 ins nahe gelegene Weidlingau um. Zu dieser Zeit war er künstlerisch (als „akademischer Maler“, wie er sich selbst bezeichnete) tätig. Im März 1915 wurde er wegen Verdachts des Betrugs kurzzeitig verhaftet.
Gegen Ende des Krieges fand er sich in Budapest ein, wo er als Filmregisseur zu arbeiten begann. Hintner entdeckte dort die schauspielerisch bislang unerfahrene Carmen Cartellieri, die er regelmäßig in seinen Inszenierungen einsetzte, auch nach seiner Übersiedlung nach Wien Ende August 1919 infolge der kommunistischen Kurzzeitherrschaft in Ungarn. In Wien inszenierte er mit Cartellieri Anfang der 1920er Jahre vor allem Hochgebirgsdramen. Besonders das 1920 inszenierte und 1922 uraufgeführte Kriminal- und Familiendrama Die Würghand war ein großer Erfolg. Die Autorin Ida Jenbach schrieb meist die Drehbücher von Hintners österreichischen Filmen. Kurz nach seinen beiden letzten Filmen, die für die Produktionsfirma Techne-Victoria-Film inszenierten Produktionen Die Sportlady und Töte sie!, erneut mit Carmen Cartellieri in der weiblichen Hauptrolle, verschwand Hintner aus dem Blickfeld der Öffentlichkeit. Hintner hatte für seine Filme auch die Werbeplakate mit Carmen Cartellieri entworfen und gemalt.
Mitte September 1922 zog Hintner aus Wien um. Wenige Wochen später, am 7. November 1922, starb er plötzlich während eines Kuraufenthaltes auf dem Südbahnhotel in niederösterreichischen Semmering. Eine Todesursache konnte nicht amtlich festgestellt werden, einem Bericht aus der Zeitschrift „Die Filmwelt“ aber zufolge ist er einem Herzschlag erlegen. Seine letzte Ruhestätte fand er auf dem Friedhof in Maria Schutz.

## Ehe und Familie
Hintner heiratete am 2. April 1907 in Innsbruck Anna Maria Hütten (* 28. Juni 1876 in Köln), die Ehe wurde aber nach einigen Jahren – spätestens bis 1916 – geschieden. Sein Sohn Ernst Fridolin (* 2. Februar 1908 in Innsbruck; † 9. Mai 1945 in Pilsen) kam kurz nach Ende des Zweiten Weltkrieges als Unteroffizier der Deutschen Wehrmacht ums Leben.

## Filme als Regisseur
- 1914: Unter Palmen und ewigem Eis (auch Kamera, Drehbuch)
- 1917: Az ösember
- 1918: Havasi szerelem
- 1918: Lili
- 1918: A bosszú
- 1918: A cigánleány
- 1918: Nebántsvirág (Mam'zelle Nitouche)
- 1919: A Teherán gyöngye
- 1919: Anjula, das Zigeunermädchen
- 1920: Die Würghand (auch Drehbuch)
- 1920: Das Drama in den Dolomiten
- 1921: Der weiße Tod (auch Co-Drehbuch)
- 1921: Die Sportlady
- 1922: Töte sie!